# Палац культури в Тирані
Палац культури в Тирані (алб. Pallati i Kulturës) був побудований в районі Пазарі і Ветер в Тирані на замовлення Енвера Ходжи. Під час цього будівництва як старий базар, так і історична мечеть Махмуда Мухсіна Бея Стермасі були зруйновані під керівництвом Албанської партії праці відповідно до декларації комуністичної країни про державний атеїзм. Османська мечеть будувалася з 1837 по 1840 рік і мала черепичний дах, а також вражаючий мінарет із шерефе.
Перший камінь нової будівлі символічно поклав Микита Хрущов у 1959 році. Робота була закінчена в 1963 році. Архітектура дуже схожа на багато соціальних будівель комуністичної доби у Східній Європі. З моменту його будівництва будівлі практично не ремонтували. До Палацу культури входять Національна бібліотека Албанії та Національний театр опери та балету Албанії. 